# Эквадоро-перуанская война (1857—1860)
Эквадоро-перуанская война или Перуано-эквадорская война (исп. Guerra peruano-ecuatoriana) — военный конфликт между Эквадором и Перу, начавшийся после попытки Эквадора продать земли в бассейне Амазонки, на которую претендовал Перу, чтобы погасить долг перед британскими кредиторами. Когда дипломатические отношения между двумя странами были разорваны, правительство Эквадора распалось на несколько противоборствующих группировок. Перуанское правительство распорядилось заблокировать порты Эквадора, чтобы принудить Эквадор отменить договор о продаже и признать спорные земли перуанскими. К концу 1859 года власть в Эквадоре перешла в руки генерала Гильермо Франко в городе Гуаякиль и временного правительства в Кито, возглавляемым Габриэлем Гарсией Морено. Президент Перу Рамон Кастилья прибыл в Гуаякиль с несколькими тысячами солдат в октябре 1859 года и провел переговоры по мирному договору с генералом Франко в январе 1860 года. По договору Эквадор уступал всем требованиям Перу, что временно прекратило территориальный спор между двумя странами. Однако в сентябре 1860 года силы временного правительства под командованием Гарсии Морено и генерала Хуана Хосе Флореса разбили войска Франко в битве при Гуаякиле, положив конец гражданской войне в Эквадоре. Новое правительство дезавуировало мирный договор, а смена власти в Перу вновь открыла территориальный спор.
Несмотря на наименование «война», в течение всего конфликта между войсками двух стран не велось никаких боевых действий, хотя отряд перуанских сил был вовлечен в более позднюю битву при Гуаякиле.

## Накануне войны

### Эквадорские долги
Во время войны за независимость от Испании правительство Великой Колумбии накопило долги перед частными европейскими кредиторами. Три её «дочерних» государства — Венесуэла, Колумбия и Эквадор — распределили долги между собой. В 1837 году Эквадор взял на себя ответственность за 21,5 % долга. В 1850-х годах комитет держателей латиноамериканских облигаций направил несколько своих представителей в Эквадор, чтобы договориться о погашении долга. 21 сентября 1857 года Джордж С. Притчетт, представитель Эквадорской земельной компании, подписал договор с министром финансов Эквадора доном Франсиско де Паула Икаса, который предоставил кредиторам права на некоторые владения в Эсмеральдасе, а также на берегах реки Самора, в кантоне Канелос и у реки Каньяр (всего на сумму 566 900 фунтов стерлингов). Суверенитет Эквадора над этими землями был сохранен, но вся деятельность, осуществляемая там, была освобождена от налогов на 15 лет. Это был не первый случай, когда правительство Эквадора пыталось погасить долги путем передачи прав собственности на часть своей территории.

### Перуанские протесты против земельной сделки
Среди земель, переданных по договору Икаса-Притчетта, было несколько владений, право собственности на которые оспаривалось соседним Перу. В частности, север нынешнего региона Лорето в Перу был главным предметом спора между двумя странами, а сами отношения между двумя странами до этого момента варьировались от дружескими до враждебных. 11 ноября 1857 года постоянный представитель Перу в Эквадоре Хуан Селестино Каверо выступил с протестом против подписания договора Икаса-Притчетта в письме к Антонио Мате, министру иностранных дел Эквадора. Каверо был назначен только три месяца назад; он прибыл в Кито, где, среди прочего, ему было поручено решить территориальный спор. Теперь он призвал к тому, чтобы договор был признан недействительным: территории в Канелосе, которые были проданы кредиторам, принадлежали Перу на основе испанской королевской грамоты 1802 года.
30 ноября Мата ответил Каверо, что Эквадор обладает полными правами на указанные территории. Согласно некоему источнику, Мата утверждал, что грамота 1802 года не представляла собой подлинный документ, так как он не был санкционирован наместником Санта-Фе, это означало, что владение территориями в соответствии с испанским законодательством осталось таким же, каким оно было до 1802 года. Перу продолжало придерживаться своей позиции и представила свои доводы правительствам Соединенных Штатов и Великобритании, которые дистанцировались от спора.

## Конфликт

### 1858: ответные меры Перу

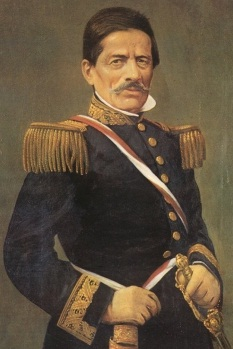
Маршал Рамон Кастилья, президент Перу

«Дипломатическая война» между двумя странами продолжалась в период с апреля по август 1858 года. 29 июля Мата потребовал отставки Каверо из-за его поведения на посту полномочного представителя. 30 июля Каверо написал в канцелярию Лимы, подробно описав то, что он считал множественными нарушениями, совершенными правительством Эквадора и прессой против чести Перу. В тот же день канцелярия Кито уведомила Каверо о том, что отношения между Перу и Эквадором разорваны; затем он был выслан из страны.
В законе, принятом 26 октября 1858 года, перуанский конгресс разрешил президенту Рамону Кастильи командовать армией в войне против Эквадора, если это необходимо для защиты перуанской территории от её продажи британским кредиторам. Была организована блокада портов Эквадора. 1 ноября 1858 года первый перуанский корабль, фрегат «Амазонас», вошел в эквадорские воды; блокада началась 4 ноября, ек возглавлял контр-адмирал Игнасио Мариатеги.

### Начало 1859: борьба за власть в Эквадоре
К 1859 году, известному в эквадорских учебниках истории как «Страшный год», страна оказалась на грани кризиса власти. Президент Франсиско Роблес, столкнувшись с угрозой перуанской блокады, перенес столицу страны в Гуаякиль. На волне недовольства бессилием властей перед внешней угрозой образовался ряд оппозиционных движений. 1 мая консервативный триумвират из доктора Габриэля Гарсии Морено, Пасифико Чирибоги и Херонимо Карриона (вице-президента в правительстве Роблеса) сформировал Временное правительство в Кито. 6 мая Каррион вышел из триумвирата и сформировал правительство в городе Куэнка; он был свергнут на следующий день силами, преданными Роблесу.
Сторонник Роблеса генерал Урвина направился в Кито, чтобы разгромить силы Гарсии Морено и его сторонников. Временное правительство не выдержало натиска сил Урвины и пало в июне. Гарсия Морено бежал в Перу, где попросил поддержки у президента Кастильи; перуанский лидер снабдил его оружием и боеприпасами, чтобы подорвать режим Роблеса. Полагая, что он пользуется поддержкой перуанцев, в июле Гарсия Морено направил на родину манифест, опубликованный в июльском выпуске перуанской газеты «Эль Комерсио», в котором назвал Перу своим союзником в борьбе с Роблесом, несмотря на территориальный спор и блокаду. Вскоре после этого Гарсия Морено отправился в Гуаякиль, где встретился с генералом Гильермо Франко, командующим округом Гуаяс и третьим в иерархии правительственных сил после Урвины и Роблеса. Гарсия Морено предложил свергнуть правительство Роблеса и объявить свободные выборы. Франко согласился ему помочь, хотя сам также стремился к верховной власти.

### Август — сентябрь 1859: положение в Эквадоре ухудшается

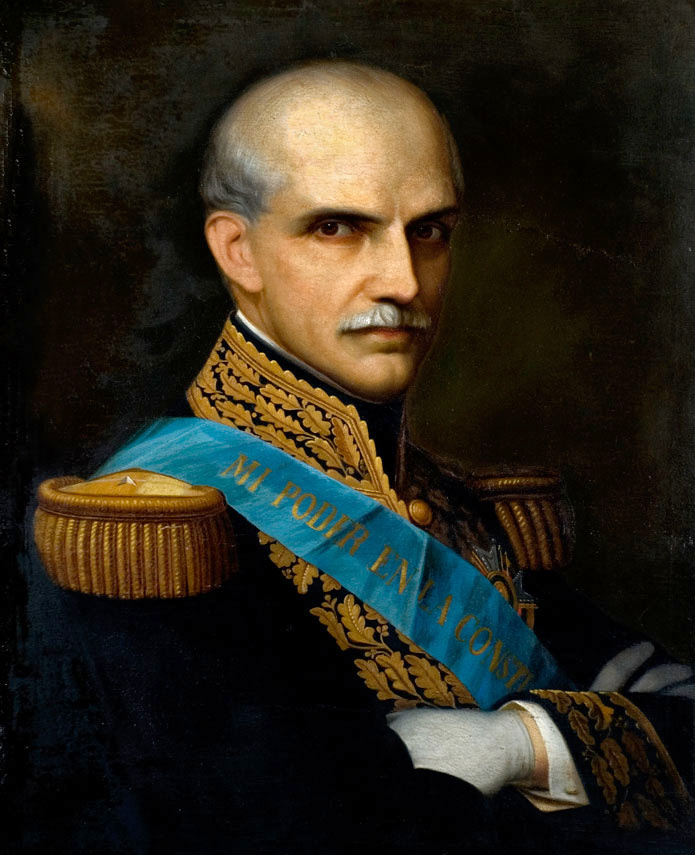
Доктор Габриэль Гарсия Морено, лидер Временного правительства Кито

31 августа 1859 года Кастилья вышел из союза с Гарсией Морено и заключил соглашение с Франко, которое привело к прекращению блокады порта Гуаякиль. Несколько недель спустя в Попаяне был подписан Протокол Москеры-Селайи, ставший результатом секретного соглашения между Перу и Франко.
Получил известие о предательстве Франко, Роблес объявил его изменником и перенес столицу в Риобамбу, передав руководство правительством Херонимо Карриону. Роблес и Урвина навсегда покинули страну. Тем временем Рафаэль Карвахаль, член бывшего Временного правительства, вторгся в Эквадор с севера; в течение месяца Карвахаль восстановил Временное правительство в Кито. Наконец, 17 сентября Гильермо Франко объявил себя верховным правителем Гуаяс, однако города Бабахойо, Винсес и Дауле встали на сторону Временного правительства. 19 сентября, в противовес Временному правительству, Мигель Каррион Пинзано учредил федеральное правительство в Лохе, Эль-Оро и Заморе.
Ввиду обострения обстановки внутри Эквадора и уже почти годичной блокады эквадорских портов, Кастилья попытался воспользоваться благоприятными обстоятельствами, чтобы навязать Эквадору выгодный Перу мир. 20 сентября Кастилья написал в Кито, объявив о своей поддержке Временного правительства; десять дней спустя он отплыл из Кальяо, возглавляя силы вторжения в Эквадор. В порту Пайта Кастилья предложил эквадорцам сформировать единое правительство, с которым он мог бы договориться о прекращении блокады и территориального спора.

### Октябрь 1859
Кастилья с войсками прибыл в Гуаякиль 4 октября; на следующий день он встретился с Франко на борту перуанского парохода «Тумбес». Кастилья также послал Гарсии Морено сообщение о том, что хочет встретиться и с ним. Гарсия Морено отправился в Гуаякиль несколько дней спустя; 14 октября он прибыл в Паиту на борту перуанского корабля «Сачака». Когда Гарсия Морено узнал, что агент Франко также путешествовал на борту корабля, он пришел в ярость и прервал свои переговоры с Кастильей.

### Ноябрь — декабрь 1859

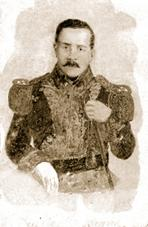
Генерал Гильермо Франко

Кастилья вернулся к переговорам с Франко в Гуаякиле; после нескольких встреч первоначальная сделка была заключена 8 ноября 1859 года. Кастилья приказал своим войскам численностью 5 000 человек высадиться на эквадорской территории; перуанцы разбили лагерь в асьенде Мапасинге, недалеко от Гуаякиля. Кастилья сделал это, чтобы получить гарантии, что Эквадор выполнит свои обещания.
В Лохе Мануэль Каррион Пинзано предложил, чтобы четыре правительства, борющиеся за контроль над Эквадором, выбрали представителей для переговоров по урегулированию с Кастилией. 14 ноября Франко и Кастилья снова встретились на борту перуанского корабля «Амазонас» и договорились о заключении мирного договора. Предложение Карриона Пинзано не было согласовано до 19 ноября, когда начались переговоры между правительствами Кито, Гуаяс-Азуай и Лохи, которые согласились делегировать Франко задачу ведения переговоров с Перу, за исключением вопроса о территориальном суверенитете. В соответствии с соглашением, подписанным между правительствами, правительство Гуаякиля и Куэнки не могло уступать какую-либо часть территории Эквадора под любым предлогом. Однако Франко не выполнил этого условия, и предварительная конвенция о территориальной ситуации была подписана между Франко и Кастильей 4 декабря с целью освобождения Гуаякиля от оккупации и восстановления мира.
Гарсия Морено вскоре узнал о предательском договоре, согласованном Франко и Кастильей. В неудачной попытке найти могущественного союзника Гарсия Морено направил ряд секретных писем временному поверенному в делах Франции Эмилю Трините; в них он предложил Эквадор в качестве протектората какой-либо европейской державе. К счастью для него, соглашение между Франко и Кастильей вызвало объединение правительств Эквадора против их нового общего врага — Франко, который предал их, заключив мир с перуанцами на их условиях.

### 1860: договор в Мапасинге
7 января 1860 года перуанская армия готовилась к возвращению на родину; восемнадцать дней спустя, 25 января, Кастилья и Франко подписали договор, более известный как Договор в Мапасинге, по названию асьенды, где были расквартированы перуанские войска. Договор имел целью разрешение территориальных споров. В своей первой статье он подтвердил, что отношения между двумя странами будут восстановлены. Вопрос о границах был установлен в статьях 5, 6 и 7, где договор Икаса-Притчетта был объявлен недействительным, признал права Перу на спорные районы и дал Эквадору два года, чтобы подтвердить свои права на Кихос и Канелос, иначе права Перу на эти территории стали бы абсолютными. Это было признанием грамоты 1802 года, которую Эквадор ранее отверг.

## Последствия
В то время в Перу назревал переворот против правительства Кастильи. Кастилья пообещал Франко, что он поддержит его в качестве главы единого правительства Эквадора и снабдит его войска обувью, униформой и 3000 винтовками. Кастилья отплыл в Перу 10 февраля и прибыл в Лиму с мирным договором в качестве приза за победу. Но его усилия по захвату территории Эквадора для Перу оказались бесплодными; в сентябре 1860 года правительство Гильермо Франко было расформировано после военного разгрома Франко от войск Временного правительства Кито во главе с Гарсией Морено и генералом Хуаном Хосе Флоресом в битве при Гуаякиле. Это подготовило почву для воссоединения страны под властью Гарсии Морено. Договор в Мапасинге был аннулирован Конгрессом Эквадора в 1861 году, а затем и перуанским Конгрессом в 1863 году при правительстве Мигеля де Сан-Романа, на том основании, что Эквадор не имел единого правительства, когда заключал договор, а генерал Франко был только лидером одной из фракций. Конгресс Перу постановил, что обе страны должны вернуться к довоенному статусу. Таким образом, длительный спор не дал положительного результата для Перу, и спор между двумя странами оставался неразрешенным.